# SMASH HIT
SMASH HIT（スマッシュ・ヒット）は、AbemaTVのAbemaSPECIALチャンネルで毎週配信されていたバラエティー番組。

## 概要
アーティストと音楽プロデューサーがタッグを組み、"スマッシュヒットを飛ばせるような曲"をテーマに、この番組だけのオリジナル楽曲を制作し、競い合うバトル形式の番組である。
複数あるいは2組のタッグが結成され、オリジナル楽曲の制作が行われる。制作前の打ち合わせ風景やレコーディング風景、アーティストのドキュメンタリー部分も制作され放送されている。完成した楽曲は番組で初披露し、ヒップホップファン50人と一般客51人の計101人によるオーディエンスが各チームのパフォーマンスを観て、その場で勝敗が判定される仕組みとなっている。
2017年10月9日午後8時より1st seasonと題して特別番組の形で放送。「漢 a.k.a. GAMI × MINMI」「DJ IZOH × SWAY」「DJ PMX × KEN THE 390」「AK-69 × MC TYSON」の4チームで対決が行われた。
2018年2月15日よりSMASH HIT season0と題しレギュラー放送として復活。前シーズンで楽曲製作プロデューサーとして参加したAK-69が番組オーガナイザーを務める。MCにはお笑い芸人のとろサーモンと須藤凜々花が起用された。1stシーズンの振り返りが3月まで放送され、4月分の放送より新シリーズとして2nd seasonがスタートした。4月分をBattle1、5月分をBattle2、6月分をBattle3と題し配信（各3回×3Battle）し、6月21日配信分でレギュラー配信最終回を迎えた。
同年10月3日に3時間の特別番組『SMASH HIT-Road to Zepp-』を配信。

## 出演者
- オーガナイザー：AK-69
- MC：とろサーモン、須藤凜々花

## その他
- 2018年5月24日より音楽ストリーミングサービス「AWA」にて、番組で制作されたオリジナル楽曲の配信が行われている[5]。